# Bombycillidae
Bombycilla
Famille
Genre
Bombycillidae (ou bombycillidés) est le nom d'une famille d'oiseaux faisant partie de l'ordre des passériformes et constituée du seul genre Bombycilla, ce dernier se sub-divisant en trois espèces.

## Systématique

### Étymologie
Le nom de cette famille vient du genre Bombycilla qui signifie « queue de soie » (du grec bombux ver à soie et d'un faux mot latin cilla utilisé pour désigner la queue de certains oiseaux).

### Liste des espèces
D'après la classification de référence (version 5.2, 2015) du Congrès ornithologique international (ordre phylogénique) :
- Bombycilla garrulus – Jaseur boréal
- Bombycilla japonica – Jaseur du Japon
- Bombycilla cedrorum – Jaseur d'Amérique

### La famille
- (en) Congrès ornithologique international : Bombycillidae
- (en) Zoonomen Nomenclature Resource (Alan P. Peterson) : Bombycillidae
- (en) Tree of Life Web Project : Bombycillidae
- (fr) Oiseaux.net : Bombycillidae
- (en) Fauna Europaea : Bombycillidae (consulté le 22 mars 2023)
- (en) Paleobiology Database : Bombycillidae  Swainson 1831
- (en) Animal Diversity Web : Bombycillidae
- (en) NCBI : Bombycillidae (taxons inclus)
- (en) UICN : taxon  Bombycillidae  (consulté le 6 janvier 2023)

### Le genre
- (en) Congrès ornithologique international : Bombycilla dans l'ordre Passeriformes
- (en) Zoonomen Nomenclature Resource (Alan P. Peterson) : Bombycilla  dans Bombycillidae
- (en) Fauna Europaea : Bombycilla Vieillot, 1808 (consulté le 22 mars 2023)
- (en) Paleobiology Database : Bombycilla  Vieillot 1807
- (en) Animal Diversity Web : Bombycilla
- (en) NCBI : Bombycilla (taxons inclus)
- (en) UICN : taxon  Bombycilla  (consulté le 6 janvier 2023)